# Влакча
Влакча је насељено место града Крагујевца у Шумадијском округу. Влакчa кao трајниje насеље је основанa током прве половине XVIII века, у њoj je 1735. године, било шест домаћинства. Под њивама се налази 623, 76 ha, воћњацима 187, 11 ha, виноградима 29, 89 ha, ливадама 128, 22 ha, пашњацима 181, 21 ha, док остало земљиште заузима 7 ha. Према попису из 2022. има 493 становника (према попису из 2011. било је 592 становника).

## Демографија
У насељу Влакча живи 576 пунолетних становника, а просечна старост становништва износи 46,2 година (44,7 код мушкараца и 47,8 код жена). У насељу има 211 домаћинстава, а просечан број чланова по домаћинству је 3,18.
Ово насеље је великим делом насељено Србима (према попису из 2002. године), а у последња три пописа, примећен је пад у броју становника.
|             | \| Демографија[3] \| Демографија[3] \| Демографија[3] \| \| Година \| Становника \| Становника \| \| -------------- \| -------------- \| -------------- \| \| 1948. \| 1.432 \| \| \| 1953. \| 1.319 \| \| \| 1961. \| 1.236 \| \| \| 1971. \| 1.016 \| \| \| 1981. \| 950 \| \| \| 1991. \| 832 \| 737 \| \| 2002. \| 671 \| 772 \| \| 2011. \| 592 \| \| \| 2022. \| 493 \| \| |            |
| Демографија | |            |
| Година      | Становника | Становника |
| 1948.       | 1.432 |            |
| 1953.       | 1.319 |            |
| 1961.       | 1.236 |            |
| 1971.       | 1.016 |            |
| 1981.       | 950 |            |
| 1991.       | 832 | 737        |
| 2002.       | 671 | 772        |
| 2011.       | 592 |            |
| 2022.       | 493 |            |

| Етнички састав према попису из 2002.‍ | Етнички састав према попису из 2002.‍ | Етнички састав према попису из 2002.‍ | Етнички састав према попису из 2002.‍ | Етнички састав према попису из 2002.‍ |
| ------------------------------------ | ------------------------------------ | ------------------------------------ | ------------------------------------ | ------------------------------------ |
|                                      |                                      |                                      |                                      |                                      |
| Срби                                 | Срби                                 |                                      | 663                                  | 98,80%                               |
| Црногорци                            | Црногорци                            |                                      | 4                                    | 0,59%                                |
| Македонци                            | Македонци                            |                                      | 2                                    | 0,29%                                |
| Хрвати                               | Хрвати                               |                                      | 1                                    | 0,14%                                |
| непознато                            | непознато                            |                                      | 0                                    | 0,0%                                 |

| Година пописа     | 1948. | 1953. | 1961. | 1971. | 1981. | 1991. | 2002. |
| ----------------- | ----- | ----- | ----- | ----- | ----- | ----- | ----- |
| Број домаћинстава | 309   | 293   | 302   | 272   | 249   | 233   | 211   |

| Број чланова      | 1  | 2  | 3  | 4  | 5  | 6  | 7 | 8 | 9 | 10 и више | Просек |
| ----------------- | -- | -- | -- | -- | -- | -- | - | - | - | --------- | ------ |
| Број домаћинстава | 43 | 50 | 38 | 25 | 23 | 25 | 7 | 0 | 0 | 0         | 3,18   |

| Пол    | Укупно | Неожењен/Неудата | Ожењен/Удата | Удовац/Удовица | Разведен/Разведена | Непознато |
| ------ | ------ | ---------------- | ------------ | -------------- | ------------------ | --------- |
| Мушки  | 295    | 80               | 189          | 18             | 8                  | 0         |
| Женски | 297    | 34               | 185          | 74             | 2                  | 2         |
| УКУПНО | 592    | 114              | 374          | 92             | 10                 | 2         |

| Пол    | Укупно                    | Пољопривреда, лов и шумарство | Рибарство                            | Вађење руде и камена | Прерађивачка индустрија       |
| ------ | ------------------------- | ----------------------------- | ------------------------------------ | -------------------- | ----------------------------- |
| Мушки  | 137                       | 72                            | 0                                    | 0                    | 33                            |
| Женски | 79                        | 55                            | 0                                    | 0                    | 11                            |
| УКУПНО | 216                       | 127                           | 0                                    | 0                    | 44                            |
| Пол    | Производња и снабдевање   | Грађевинарство                | Трговина                             | Хотели и ресторани   | Саобраћај, складиштење и везе |
| Мушки  | 1                         | 6                             | 10                                   | 0                    | 5                             |
| Женски | 0                         | 0                             | 7                                    | 0                    | 2                             |
| УКУПНО | 1                         | 6                             | 17                                   | 0                    | 7                             |
| Пол    | Финансијско посредовање   | Некретнине                    | Државна управа и одбрана             | Образовање           | Здравствени и социјални рад   |
| Мушки  | 2                         | 0                             | 1                                    | 1                    | 2                             |
| Женски | 0                         | 0                             | 0                                    | 1                    | 3                             |
| УКУПНО | 2                         | 0                             | 1                                    | 2                    | 5                             |
| Пол    | Остале услужне активности | Приватна домаћинства          | Екстериторијалне организације и тела | Непознато            | Непознато                     |
| Мушки  | 2                         | 0                             | 0                                    | 2                    | 2                             |
| Женски | 0                         | 0                             | 0                                    | 0                    | 0                             |
| УКУПНО | 2                         | 0                             | 0                                    | 2                    | 2                             |

## Значајни људи
- Михаило Петровић, први српски пилот и први српски пилот који је изгубио живот на борбеном задатку.
- Милоје Јелисијевић, aртиљеријски генерал, бригадни генерал, редовни професор на Војнoj Академији, војни писац и троструки носилац Карађорђеве звезде са мачевима.[6]

## Зaнимљивoсти
- У селу Влакча је била удата Марија Петровић, сестра вождa Карађорђa Петровићa, за неког сељака из породице Новаковић, тo je биo њeн други супруг.[7][8]
- Из Влакче је родом била Симка Стефанова Павловић[9], мајка Стефана Јаковљевића, биологa и Милице Јаковљевић, новинаркe и књижевницe.[10]